# Venancio Flores
 (juin 2017).
Si vous disposez d'ouvrages ou d'articles de référence ou si vous connaissez des sites web de qualité traitant du thème abordé ici, merci de compléter l'article en donnant les références utiles à sa vérifiabilité et en les liant à la section « Notes et références ».
Pour les articles homonymes, voir Flores.
Venancio Flores Barrios, né à Trinidad le 18 mai 1808 et mort à Montevideo le 19 février 1868, est un militaire et homme d'État uruguayen.
Il fut président de la République (en prenant le pouvoir par la force) dans les années 1853 à 1855 puis de 1865 à 1868, date à laquelle il fut assassiné.

## Les premières actions militaires
Lorsque Juan Antonio Lavalleja et les Treinta y Tres Orientales débarquèrent en Uruguay pour libérer le pays de la mainmise du Brésil dans une croisade libératrice (Cruzada Libertadora), Flores encore très jeune les accompagna et se battit à leurs côtés comme à la bataille de Cagancha le 29 décembre 1839.
C'est pour cette raison qu'il fut nommé Commandant militaire du San José dans les années qui précédèrent la grande guerre, durant laquelle il se battit dans les environs de Montevideo contre les Blancos et il se rapprocha du parti Colorado et en devint rapidement un membre influent, il a alors le grade de colonel.

## Le Triumvirat et l'exil
Avec la fin de cette guerre sans vainqueurs ni vaincus, à cause du trop grand nombre de changement de gouvernements plus ou moins légitimes auxquels il participa comme Ministre de la Guerre et surtout à cause de l'arrivée en 1852 du Blanco Juan Francisco Giró qui ne réussissait pas à maintenir l'ordre civil, Flores fut dans un premier temps nommé en 1852 chef politique de Montevideo (un rôle de préfet) et prit le pouvoir l'année suivante en formant un triumvirat avec Fructuoso Rivera et Juan Antonio Lavalleja, deux héros de la guerre de Cisplatine (les chefs des Trente-trois Orientaux).
Mais la mort de Lavalleja le 22 octobre 1853 et celle de Rivera le 13 janvier 1854 fit qu'il resta seul au pouvoir jusqu'en 1855 pour terminer ce qui aurait dû être le mandat de Giró, même si cette fin de mandat vit en août 1855 la « rébellion des Conservateurs » menée par des colorados dissidents à Montevideo et le retour en Uruguay de Manuel Oribe, ce qui obligea Flores à déplacer son gouvernement à Villa de la Unión.
En 1856, Gabriel Antonio Pereira devint président parce que les Blancos et les Colorados ne le considéraient pas comme un ennemi, mais il chassa du territoire à la fois Flores et Oribe. Le premier partit dans la province d'Entre Ríos en Argentine pour se mettre au service et apporter ses connaissances militaires aux Fédéralistes argentins.

## Le retour

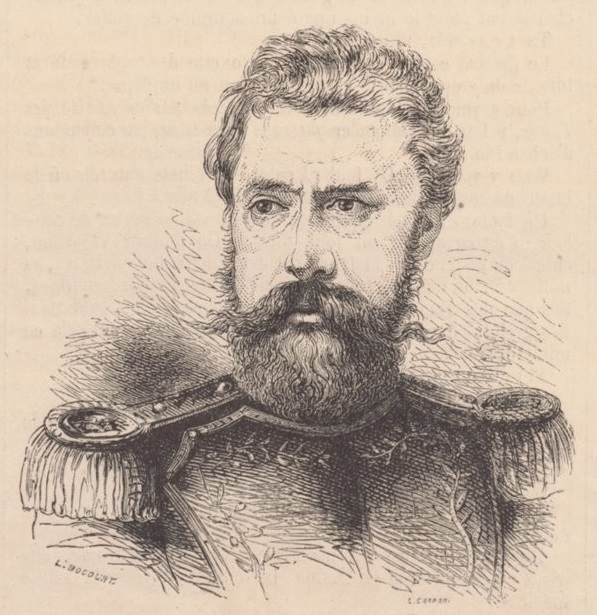
D. V. Florès, nommé chef du pouvoir exécutif.

Lorsque le candidat du parti National Bernardo Prudencio Berro arriva au pouvoir en 1860 et que celui-ci voulut dépasser les tensions entre les deux partis politiques et initia la politique de fusion, Flores qui était alors général pensa à le renverser, ce qu'il commença le 19 avril 1863 en lançant une nouvelle guerre civile en un lieu nommé « Le coin des poules » (Rincón de las gallinas) à l'endroit même où les Trente-Trois Orientaux gagnèrent une bataille importante quelques années plus tôt. Ses premières victoires furent celle de Coquimbo le 2 juin et celle de Cañas le 25 juillet de cette année, Lorenzo Latorre étant présent dans les rangs de cette armée. Il investit la ville de Florida le 4 août 1864 et entra à Montevideo le 21 décembre de la même année. Il participa aussi dans le camp offensif à la Défense de Paysandú (dans la ville du même nom) et ses troupes aidées par celles brésiliennes (formant une armée d'environ 15 000 hommes) massacrèrent les 1 000 hommes fidèles au président.
Enfin, il établit un gouvernement provisoire le 20 février 1865.

## La dictature personnelle et assassinat
C'est une dictature personnelle qu'il mit en place ce 20 février 1865 et il faisait plus attention aux demandes de ses grands voisins argentin et brésilien qu'à celles du peuple. Pour cette raison, l'Uruguay fut partie prenante dans la Guerre de la Triple Alliance qui opposa le Paraguay à l'alliance entre l'Argentine, le Brésil et l'Uruguay, guerre qui détruisit totalement le Paraguay.
Flores et son gouvernement mirent quand même en place certaines mesures pour les civils comme le Code du commerce censé réguler cette activité en 1866, installa la première liaison télégraphique entre Montevideo et Buenos Aires en 1867, tout comme la création de l'administration s'occupant du courrier cette même année. Le Code Civil apparut avec la première ligne de tramway tirée par des chevaux à Montevideo. Plus généralement, lors du mandat les premières concessions pour permettre la construction de lignes de chemin de fer furent vendues et l'immigration venant des pays européens augmenta.

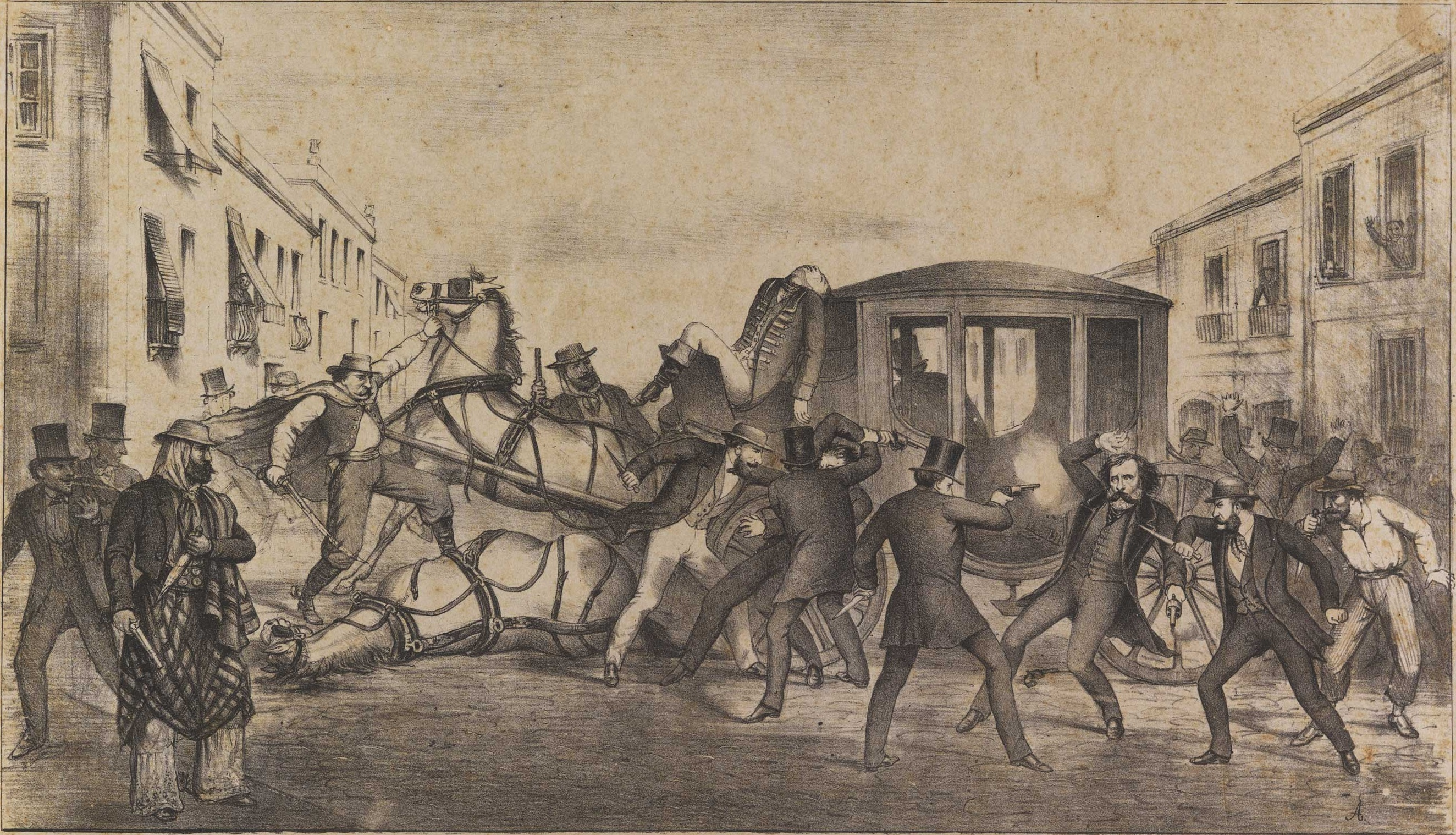
Assassinat du général Venancio Flores dans les rues de Montevideo le 19 février de 1868 (Angelo Agostini).

En novembre 1867, des élections eurent lieu, élections que les Blancos boycottèrent et dont le taux d'abstention fut très élevé. Lorenzo Batlle, un membre de son gouvernement les gagna. Ceci engendra un important conflit entre les Colorados puisque ce ministre représentait la branche libérale du parti.
Pendant le mois de février 1868, une chaleur opprimante s'était installée à Montevideo et une épidémie de choléra débuta dans cette même ville. C'est le 15 février que les Blancos menés par l'ancien président Berro renversèrent Flores et prirent temporairement le pouvoir.
Enfin, le 19 février alors qu'il venait de s'enfuir face à un groupe de Blancos qui attaquèrent son fort, Flores et ses lieutenants les plus proches prirent des pistolets et décidèrent d'aller dans un véhicule hippomobile sur les lieux où Berro parlait aux foules. C'est lors de ce trajet que la voiture eut un accident avec une autre charrette et que des hommes de Berro l'aperçurent et firent feu. C'est au cours de ces échanges de tirs que Flores fut blessé et qu'il trouva la mort.
Son corps fut ensuite transporté dans une charrette à ordures à la vue de tous.